# Ghiacciaio del Trajo
Il ghiacciaio del Trajo (pron. francese /traʒò/) si trova nel massiccio del Gran Paradiso nel versante valdostano, in val di Cogne, valle laterale della Valle d'Aosta.

## Toponimo
Il toponimo (pron. francese /traʒò/) risale alla voce traxios betiarum che nel XVI secolo indicava i sentieri percorsi dal bestiame. La voce trajau, omofona di Trajo, composta da trans-eau, definisce i canaletti che attraversano i sentieri per deviare l'acqua piovana che li trasformerebbe altrimenti in ruscelli. È ufficiale anche la versione in patois valdostano Tradzo.

## Descrizione
È contornato dalle vette della Punta Rossa (3630 m), Punta Nera (3683 m), Punta Bianca (3793 m), Grivola (3969 m). e la Grivoletta (3514 m). La sua estensione misura circa 240 ettari. Le sue caratteristiche principali sono: lunghezza 4 km., larghezza 1,5 km., esposizione nord-est, inclinazione media 16°, quota massima 3690 metri circa, quota minima 2700 metri.